# Opel Commodore
L'Opel Commodore était un modèle produit par Opel et General Motors de 1967 à 1982, remplacé par l'Omega.
Une Holden, dérivée de l'Omega, porte toujours ce nom.

## Commodore A (1967 - 1972)
L'Opel Commodore A est une automobile produite à partir de 1967 par le constructeur allemand Opel, filiale du groupe américain General Motors. 

## Histoire
En 1957, Opel lance une berline de grande taille, la Rekord, équipée d'un moteur 4 cylindres. Elle connait un très beau succès commercial et le constructeur fait régulièrement évoluer le modèle avec les versions B, C, etc.
Après la période difficile de la reconstruction du pays, à la suite des destructions de la Seconde Guerre mondiale, la demande de la clientèle allemande s'oriente vers des véhicules mieux finis aux prestations plus luxueuses. Opel décide alors d'utiliser la base de son modèle le plus important pour le rajeunir, l'enrichir d'accessoires et de chromes qui en feront un modèle de luxe haut de gamme. Pour cela il fallait anoblir la motorisation, ce sera chose faite avec l'adoption d'un moteur 6 cylindres en ligne et un nouveau nom : Commodore.
Le moteur 2,5 litres d'origine, alimenté par un simple carburateur avait une puissance de 115 ch. En septembre 1967 une version GS apparait, équipée de deux carburateurs qui développait 130 ch et en 1970, une version à injection passait à 150 ch. Pour obtenir une accélération "correcte", il fallait atteindre 3.000 tours par minute sinon le moteur se montrait très mou aux bas régimes.
En novembre 1970, une version GS 2800 de 145 ch (à carburateurs) est apparue qui était destinée à disputer les épreuves pour voitures de série en catégorie 3 L.
Un modèle de Commodore apparaît de manière récurrente dans le film « Une affaire de détails » (2021) avec Denzel Washington.

## Motorisations et caractéristiques
| Moteur                                 | 2.2 N                                          | 2.5 S                                        | 2.5 S                                        | 2.5 H                                         | 2.5 E                                   | 2.8 H                                         |
| Période                                | 2/1967 à 9/1968                                | 2/1967 à 9/1969                              | 8/1969 à 12/1971                             | 9/1967 à 12/1971                              | 2/1970 à 12/1971                        | 4/1970 à 9/1971                               |
| Identification                         | 2.2 N                                          | 2.5 S                                        | 2.5 S                                        | 2.5 H                                         | 2.5 E                                   | 2.8 H                                         |
| Norme de rejets                        | –                                              | –                                            | –                                            | –                                             | –                                       | –                                             |
| Architecture                           | 6-cylindres en ligne                           | 6-cylindres en ligne                         | 6-cylindres en ligne                         | 6-cylindres en ligne                          | 6-cylindres en ligne                    | 6-cylindres en ligne                          |
| Cylindrée (cm3)                        | 2 239                                          | 2 490                                        | 2 490                                        | 2 490                                         | 2 490                                   | 2 784                                         |
| Alésage × course (mm)                  | 82,5 × 69,8                                    | 87,0 × 69,8                                  | 87,0 × 69,8                                  | 87,0 × 69,8                                   | 87,0 × 69,8                             | 92,0 × 69,8                                   |
| Distribution / soupapes                | 1 ACT / 12 soupapes                            | 1 ACT / 12 soupapes                          | 1 ACT / 12 soupapes                          | 1 ACT / 12 soupapes                           | 1 ACT / 12 soupapes                     | 1 ACT / 12 soupapes                           |
| Taux de compression                    | 8,2 : 1                                        | 9,5 : 1                                      | 9,5 : 1                                      | 9,5 : 1                                       | 9,8 : 1                                 | 9,5 : 1                                       |
| Alimentation                           | 1 carburateur double corps Solex 32/32 DIDTA-4 | 1 carburateur double corps Solex 32/35 DIDTA | 1 carburateur double corps Zenith 35/40 INAT | 2 carburateurs double corps Zenith 35/40 INAT | Injection électronique Bosch D-Jetronic | 2 carburateurs double corps Zenith 35/40 INAT |
| Suralimentation                        | Non                                            | Non                                          | Non                                          | Non                                           | Non                                     | Non                                           |
| Puissance maxi DIN en ch (kW) à tr/min | 95 (70) à 4 800                                | 115 (84,5) à 5 200                           | 120 (88) à 5 500                             | 130 (96) à 5 300                              | 150 (110) à 5 800                       | 145 (107) à 5 200                             |
| Couple maxi DIN (N m) à (tr/min)       | 160 de 3 000 à 3 400                           | 177 de 3 600 à 4 000                         | 177 à 4 200                                  | 190 de 4 000 à 4 500                          | 200 à 4 500                             | 225 à 3 700                                   |

L'Opel Commodore n'a pas rencontré le succès espéré surtout à l'exportation. Elle fut pénalisée par une image de voiture honnête mais de conception trop classique et n'ayant aucune référence dans le milieu des voitures haut de gamme. Sa consommation excessive, son style très américain et sa tenue de route peu rigoureuse l'enfermera dans un secteur de niche, quasiment réservé à la clientèle traditionnelle Opel qui voulait une automobile avec de bonnes finitions.

### Galerie

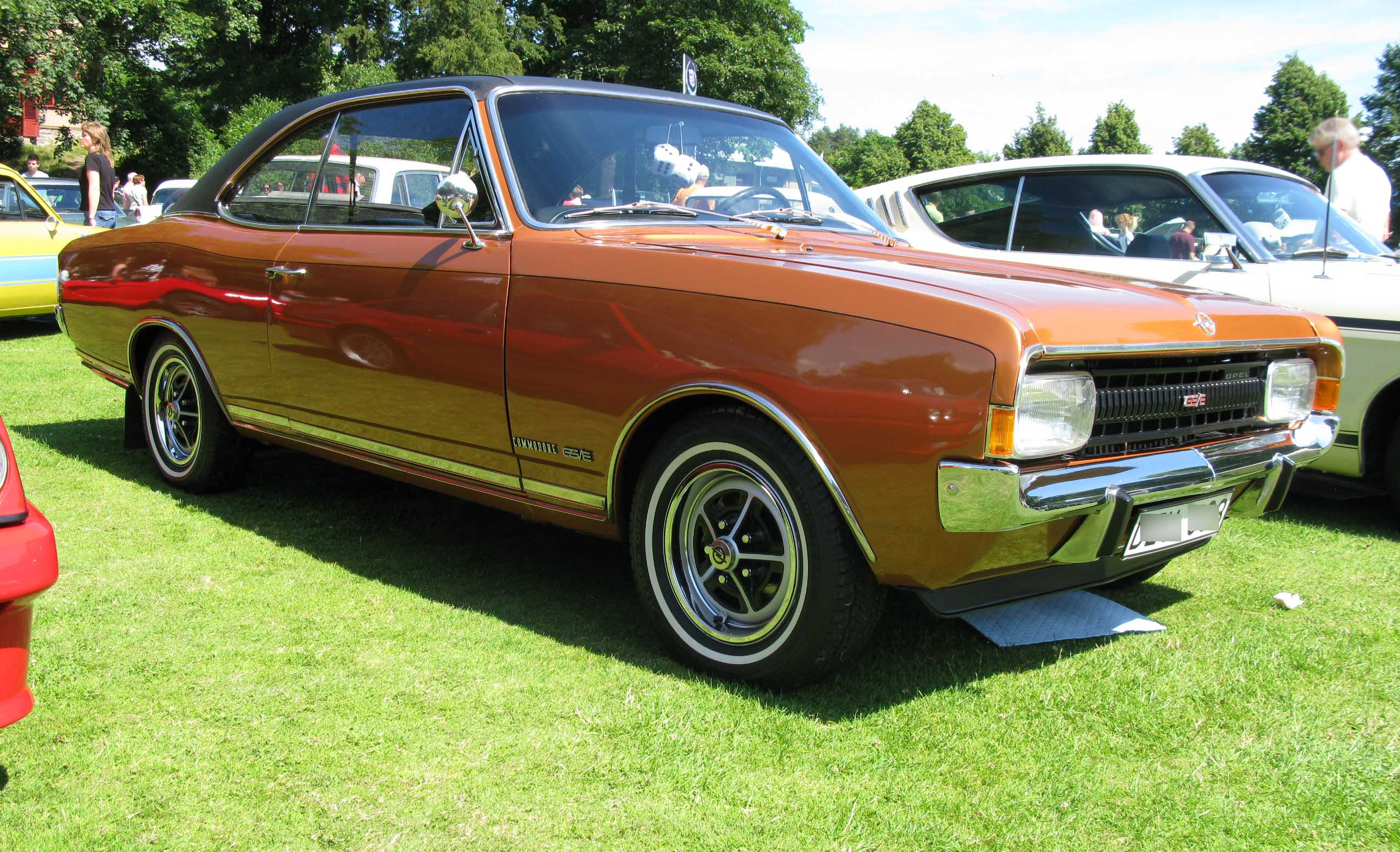
Opel Commodore A Coupé.
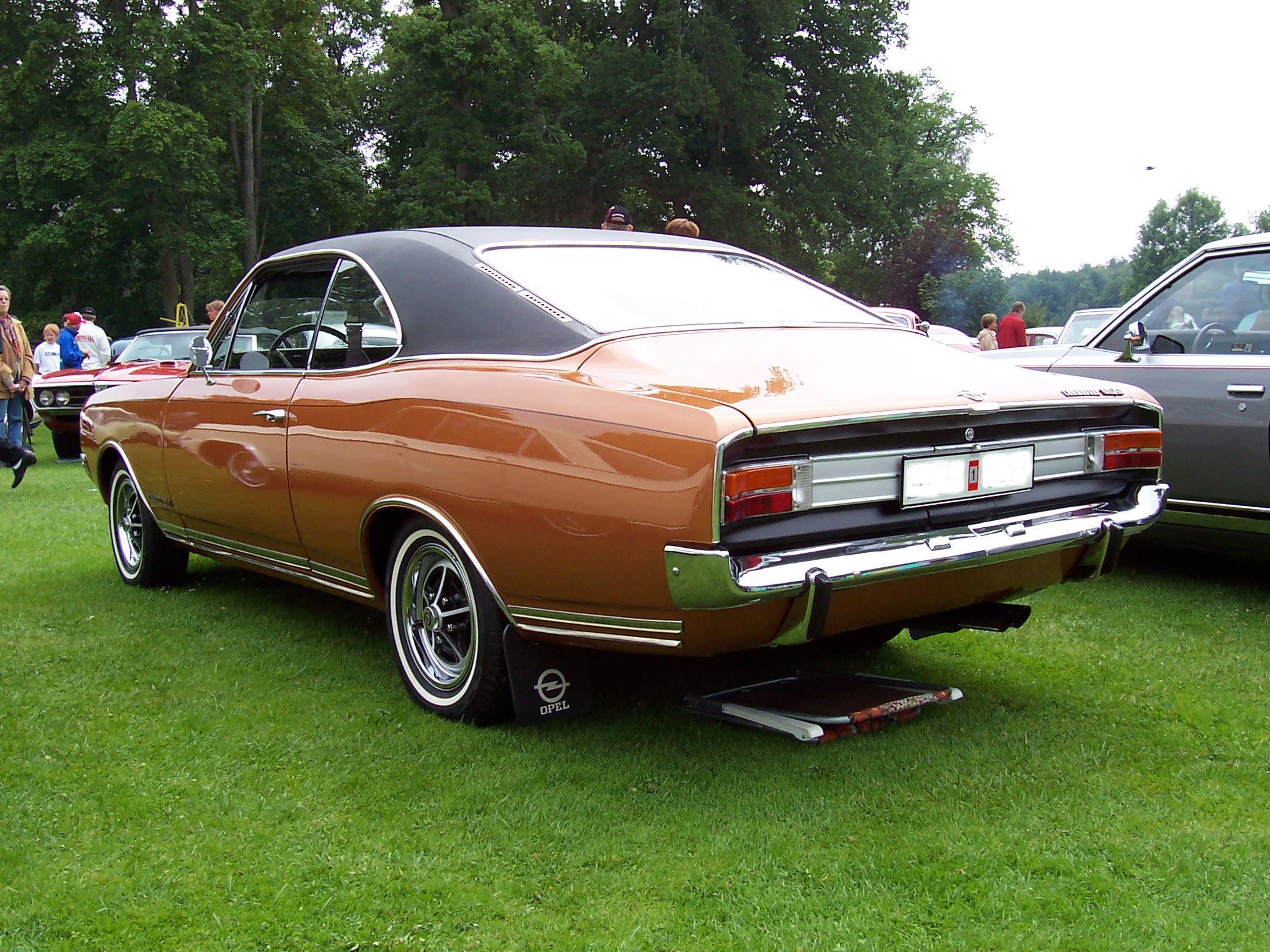
Opel Commodore A Coupé.
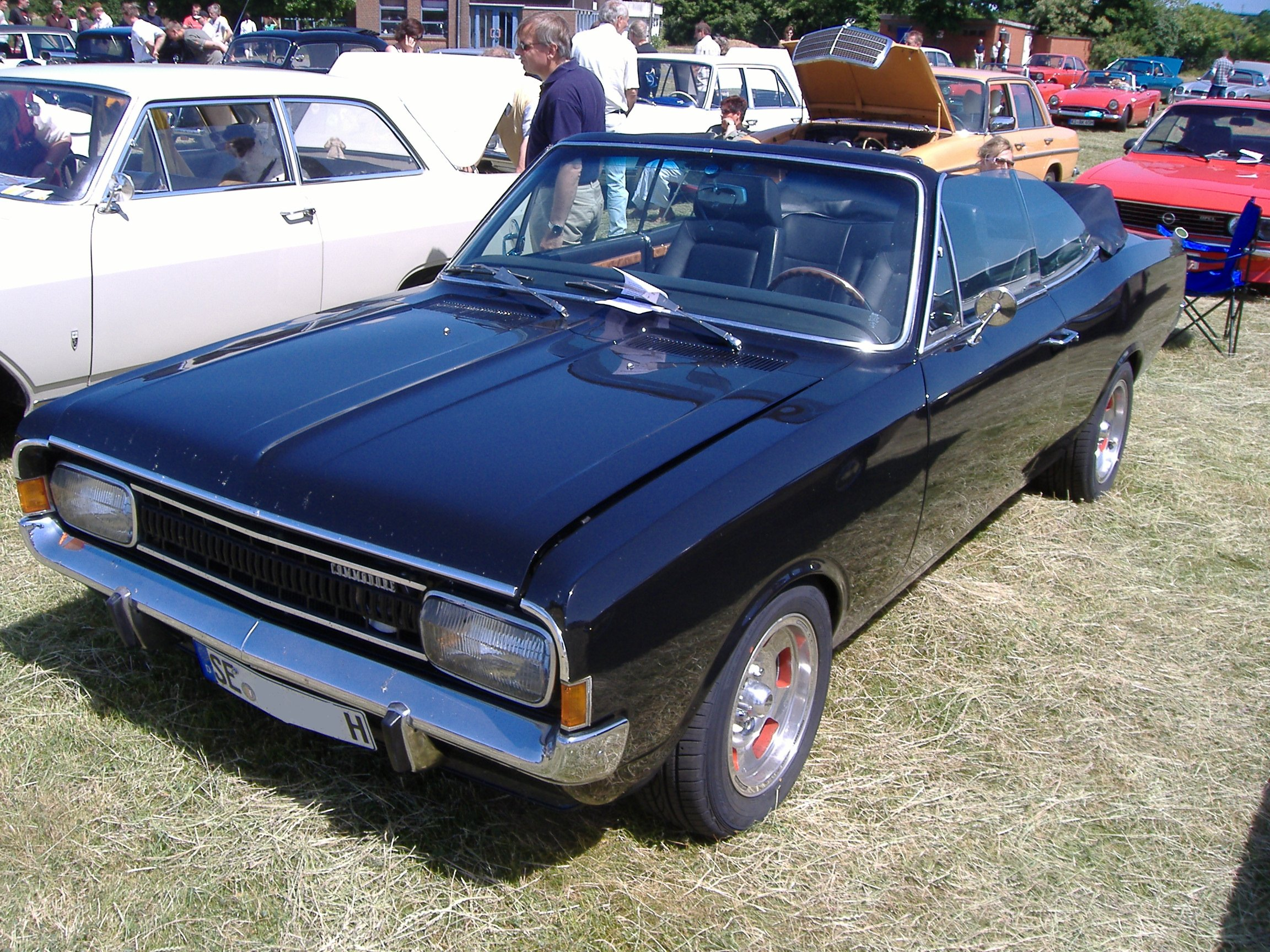
Opel Commodore A Cabriolet.
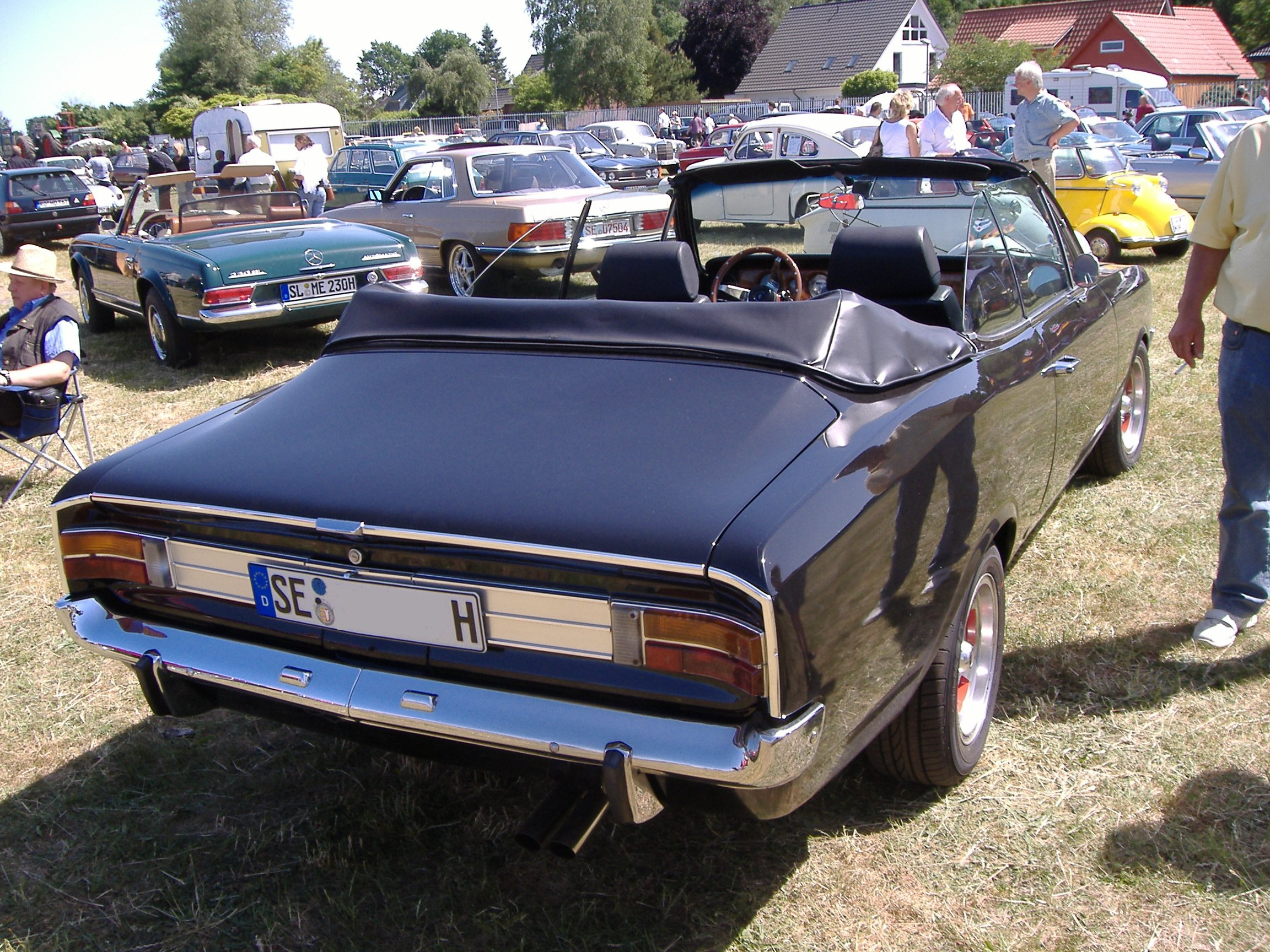
Opel Commodore A Cabriolet.

## Commodore B (1972 - 1977)
L'Opel Commodore B remplace en 1972 la Commodore A. Elle repose sur le châssis de la Rekord D. Comme dans la génération précédente, quatre modèles ont été proposés : 2500 S, 2500 GS, 2800 GS et 2800 GS / E, comme une berline à quatre portes et deux portes coupé (bien que la conception Fastback soit remplacée par une conception tricorps plus conventionnelle). La puissance variait de 115 à 160 ch (à noter également la série super sport 3,6 L de 250 ch produite à 149 exemplaires et uniquement en 1973). En 1974, en raison de nouvelles réglementations concernant les émissions de polluants, les modèles de base de 2,5 L furent abandonnés et le 2,8 L injection passa à 153 ch. La production de la Commodore B a pris fin en 1977.

### Galerie

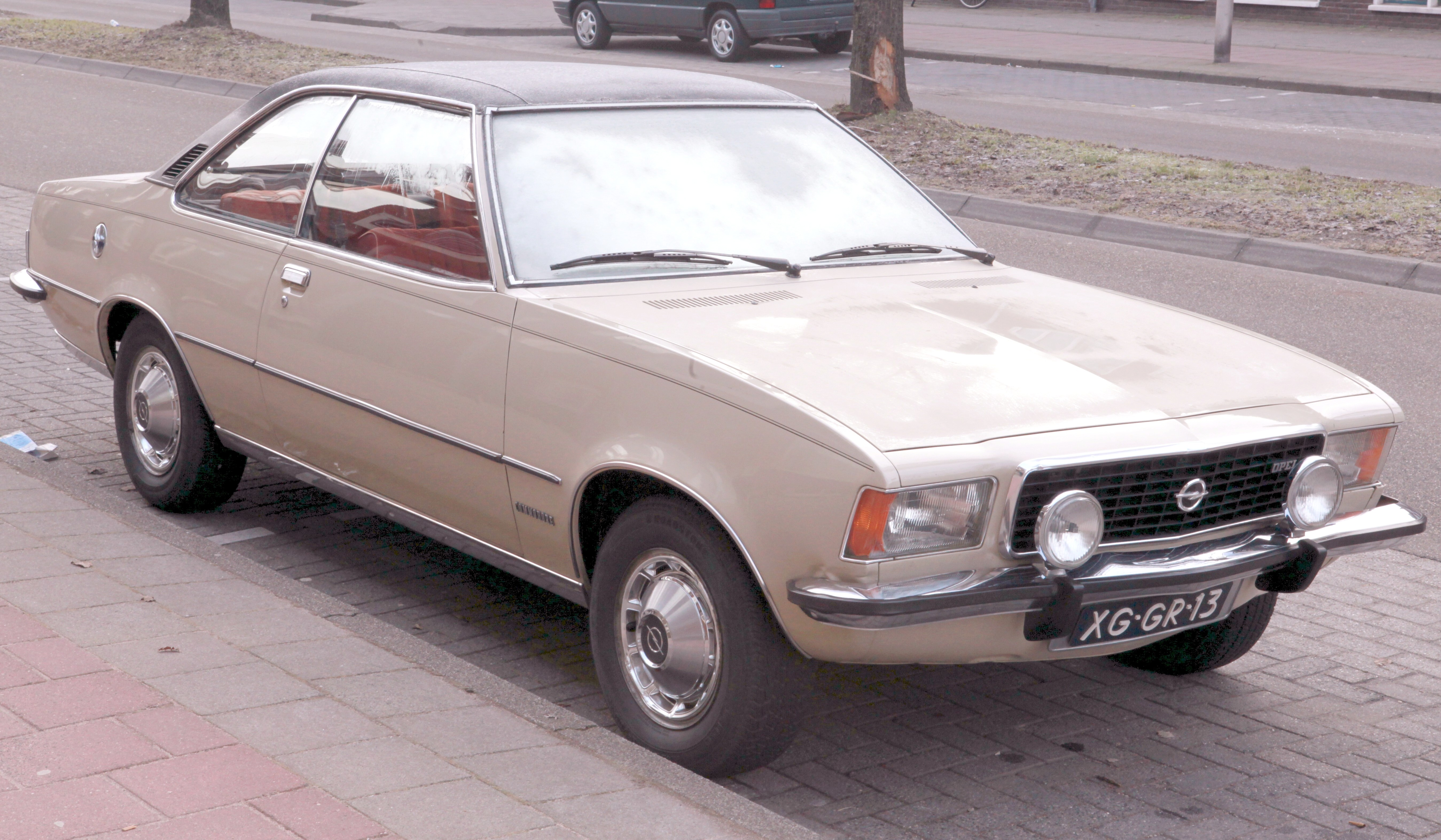
Opel Commodore B Coupé.
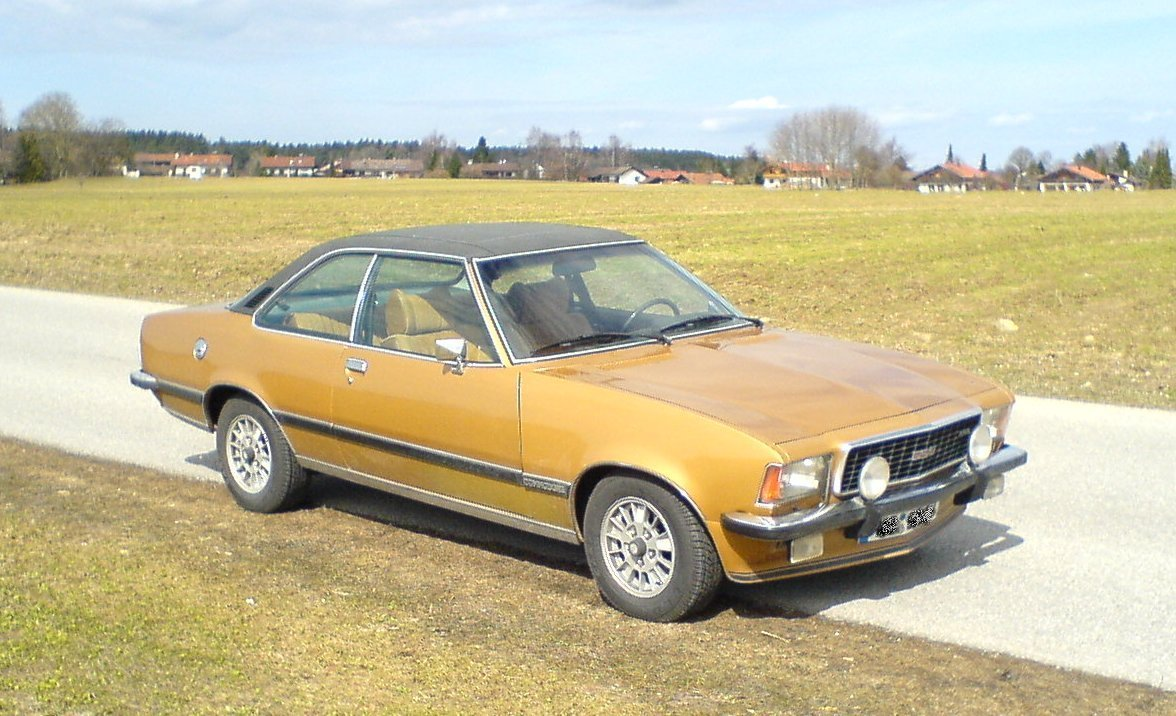
Opel Commodore B Coupé GSE.

## Commodore C (1977 - 1982)
La Commodore C est le modèle suivant directement la fin de la Commodore B. Bien que présentée lors du Salon de l'automobile de Francfort à l'automne 1977, la production n'a débuté qu'en été 1978 et sa commercialisation en septembre 1978 jusqu'en 1982, date à laquelle le modèle disparait finalement. Cette voiture étant proposée en même temps que le tandem Senator/Monza, elle partage avec la Senator A1 et la Rekord E une carrosserie identique et un intérieur semblable en tout points.
Les plus grandes différences sont notamment la présence d'un essieu rigide à l'arrière, d'un 6-cylindres en version 2.5S (carburateur) ou 2.5E (injection) respectivement de 115 et 130 ch, contrairement à la Senator qui possédait un pont autobloquant, des bras de suspension indépendants à l'arrière et du 6 cylindres 3.0E de 180 ch.

### Galerie

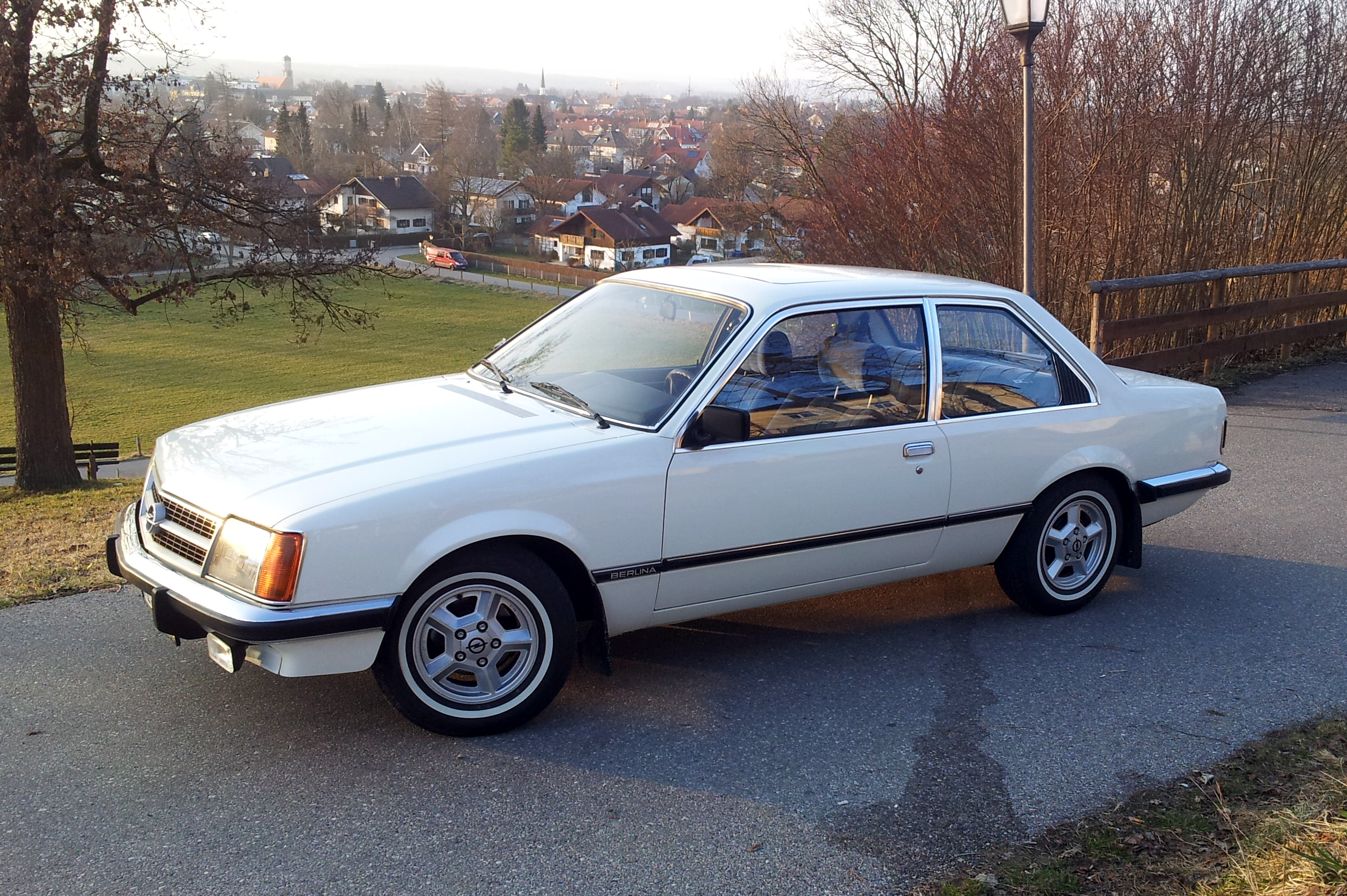
Opel Commodore C Coupé.
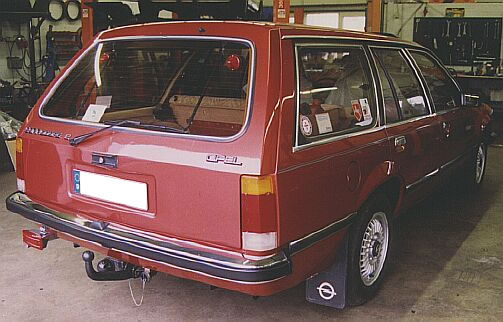
Opel Commodore C Break.

## Les Opel Commodore produites hors d'Allemagne

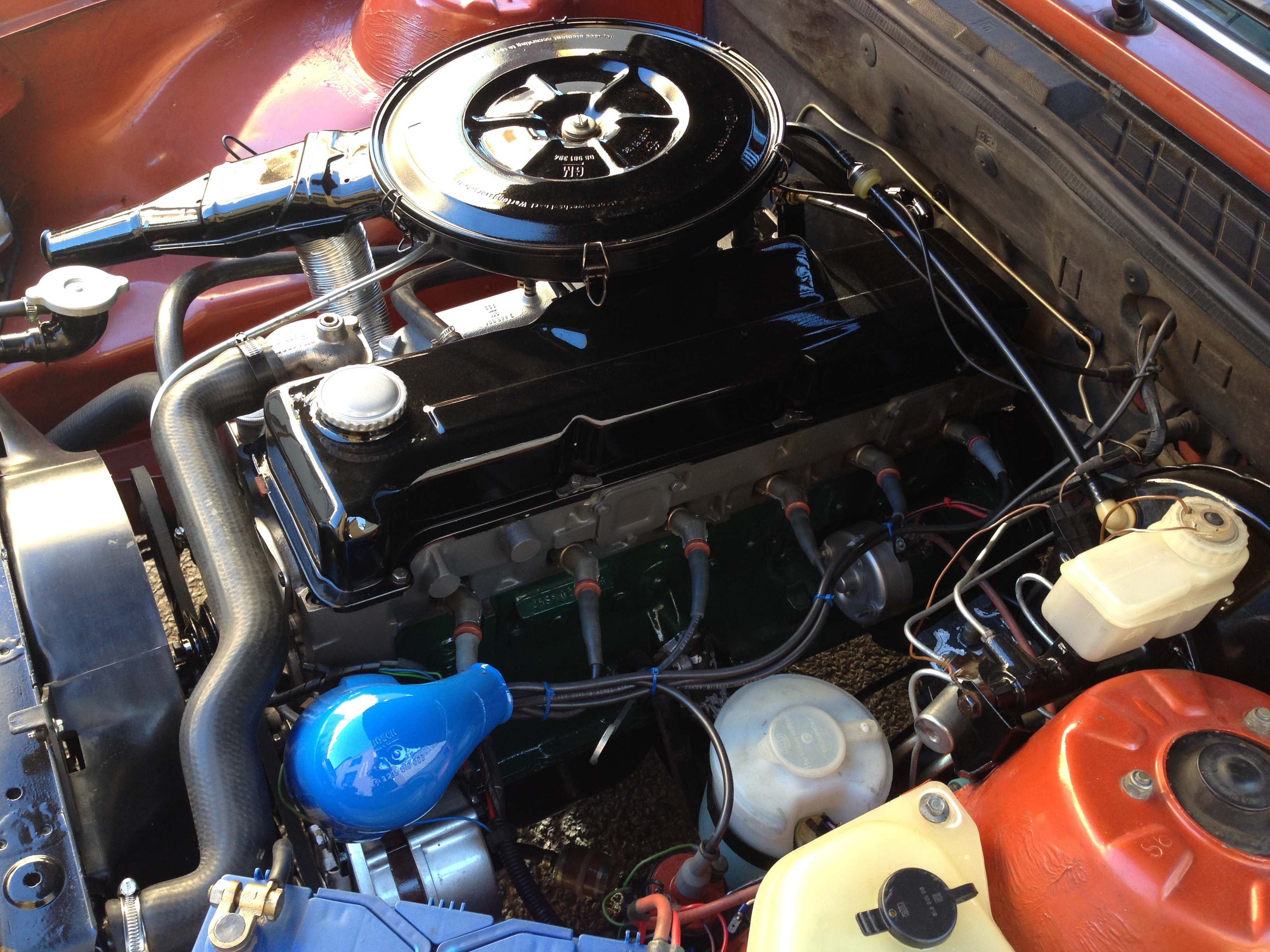
Moteur 2.5 S Commodore C (1980).

- Commodore "A" - GM a produit ce modèle dans plusieurs pays, commercialisé sous le nom GM Ranger en Europe et en Afrique du Sud et sous le nom GM Opala en Amérique du Sud de 1968 à 1992.

- Commodore "B" - a été produite par la filiale General Motors d'Afrique du Sud à Port Elizabeth à partir de décembre 1972, sous le label Chevrolet 3800-4100, équipé des moteurs 6 cylindres Chevrolet de 3,8 litres développant 142 Ch et 160 km/h et 4,1 litres 157 ch et 165 km/h[1]. Elle a aussi été assemblée en CKD en Belgique et en Suisse.

La Commodore "B" a été fabriquée en Iran de 1974 à 1977 sous le nom Chevrolet Royale 2500 et 2800 sous licence par le constructeur iranien Pars Khodro. La première voiture Chevrolet Royale a été produite le 15 janvier 1974. Le modèle a été adapté aux conditions locales du réseau routier, sa production s'est arrêtée en 1977. 
- Commodore "C" - L'Opel Commodore et la Vauxhall Viceroy ont servi de base à l'Holden Commodore en Australie. Elle a été commercialisée en Afrique du Sud sous le nom Chevrolet Commodore jusqu'en 1982, puis a été rebadgée Opel. La Commodore a débuté en Afrique du Sud en juillet 1978.

En Afrique du Sud, General Motors (devenu Delta) a commercialisé une version révisée de la Commodore jusqu'en 1986, utilisant toujours la carrosserie de la Rekord avec la face avant de la Senator.